# 德國佔領運動
佔領德國運動（英語：Occupy Germany）是2011年發生於德國數個城市的示威遊行與抗議活動之總稱。
佔領德國運動借鏡於同年稍早發生於美國的佔領華爾街運動，訴求從政治層面來對付肆虐全球的、尤其出自金融業的資本投機，以及經濟政策上新自由主義帶來的嚴重貧富差距。

## 佔領德國運動的自我理解
在官方網站上，活動發起人們自陳，他們不屬於任何政黨、社團或組織，而是透過網際網路結盟的私人，因為對經濟、政治、社會體系的相同切身問題而集結。他們相信這些系統的負面影響波及99%的人民，社會的規則必須重新思考、改寫，必須做出重大的改變才能矯正。

## 歷程
2011年10月15日至2012年11月這段期間，德國30幾個大型與中型城市陸續發生了佔領行動，尤其是金融業、商業與工業中心，例如法蘭克福、柏林、漢堡、杜塞道夫、卡爾斯魯爾、慕尼黑、科隆、紐倫堡、海德堡、不萊梅、波昂、漢諾威、司徒加特等城市。
2011年10月15日，運動人士首先「佔領」的城市是法蘭克福，原因無它：這裡是德國最多大銀行的總部所在，是法蘭克福證券交易所所在，亦是歐洲中央銀行所在地。德國政治學家Michael Zürn分析，這代表著抗議活動從向來針對地方或一國政府，轉型成針對跨國企業或管理著國際貿易、國際金融的超政府組織。佔領運動約有5000人參與，他們在象徵歐洲金融資本主義的歐洲央行前面抗議，並有約150人開始不預設結束時間的紮營佔領歐洲央行大樓前廣場。同一天在柏林、漢堡、慕尼黑、科隆、杜塞道夫、司徒加特（都是德國一級的工、商、政、經大城）也有佔領運動，全國共約40,000人參加。
之後不定期地在不同城市皆發生規模較小的佔領行動。
歐洲中央銀行總部前的紮營活動直到2012年8月被警方清場。
2012年11月的｢佔領漢堡｣是佔領德國運動的最後一次活動。

### 衍生
2012年4月，「佔領德國」部分活躍人士與其他批評資本主義、批評全球化的團體結盟，以「封鎖佔領」(Blockupy: Block + Occupy) 為口號在法蘭克福發起另一波數萬人的遊行，並佔領、封鎖了數個街區。 。Blockupy運動於2012年與2013年曾「封鎖佔領」過德國法蘭克福兩次（因其歐洲央行的象徵性意義）、比利時布魯賽爾（因其歐盟總部的象徵性意義）一次，並持續蓄積能量與尋找適當時機；終於2015年3月18日再次大規模爆發，來自全歐洲數萬人「封鎖佔領」位於法蘭克福的歐洲央行新大樓。

## 政界反應
德國社會民主黨、左翼黨、綠黨的多位國會議員親身參與活動或者表態支持，其中社會民主黨的Andrea Nahles後來成為聯邦勞動部部長（2013-）。
當時與迄今的聯邦總理梅克爾與聯邦財政部部長蕭伯樂皆對佔領行動表示｢能理解｣。反之，後來成為聯邦總統的高克則在當時接受媒體訪問時說，「反資本主義的辯論是蠢無意義」(德語：unsäglich albern)，「幻想一個脫離市場的世界是太過浪漫」。

## 相關連結
- 官網：佔領德國 (Occupy Deutschland)
- 官網：佔領柏林 (Occupy Berlin)
- 官網：佔領漢堡 (Occupy Hamburg) （页面存档备份，存于）
- 官網：佔領法蘭克福 (Occupy Frankfurt) （页面存档备份，存于）
- 官網：封鎖佔領 (Blockupy) （页面存档备份，存于） = 封鎖佔領法蘭克福 (Blockupy Frankfurt)
- 官網：佔領封鎖柏林 (Blockupy Berlin) （页面存档备份，存于）

## 註解
1. ↑  . （原始内容存档于2015-05-12）.
 （页面存档备份，存于） .   [2015-04-13]. 原始内容存档于2015-05-12.（英文版網站已關閉，但可參照 Webcite 的庫存檔）
2. ↑  . 德國之聲. 2015-03-18  [2015-04-13]. （原始内容存档于2015-04-16） （中文）.
3. ↑  . 德國之聲. 2013-06-01  [2015-04-13] （中文）.
4. ↑  . 南德日報. 2011-10-17  [2011-10-19]. （原始内容存档于2011-10-19） （德语）.